# Castillo de Claramunt
El Castillo de la Pobla de Claramunt es un castillo medieval de estilo románico del siglo X en la sierra de la Guardia dominando el municipio de La Pobla de Claramunt, en el margen derecho del río Noya donde forma la entrada al desfiladero de Capellades, marcando la entrada en la Cuenca de Ódena.
Su término fue el más extenso bajo el dominio de los Cardona en el Anoia, ocupaba 163 km² y englobaba ocho pueblos: Capellades, Carme, Castellolí, Ódena, La Pobla de Claramunt, Torre de Claramunt, Santa Margarita de Montbuy y Vilanova del Camí. Asimismo, las iglesias de los términos eran sufragarias de la iglesia de Santa María del castillo de Claramunt.

## Descripción
El castillo se asienta sobre una colina de 453 m de altura, y ocupa una superficie de 5.400 m². De estos 1.240 m² corresponden al recinto soberano, la torre del homenaje, los diferentes edificios, la iglesia románica de Santa María y la gótica de Santa Margarita. Los otros 4.160 m² los ocupan los patios y los baluartes.
Estaba formado por tres recintos rodeados de murallas escalonadas. Destaca una torre de base poligonal que se encuentra en muy buen estado de conservación, y en la que se encuentran adosadas unas torres de base cuadrada así como unos muros. Estos muros eran las paredes de una salas cubiertas con bóveda gótica. En la parte más baja del recinto se encuentra una cisterna así como diversas torres.

## Historia
El castrum de la Pobla de Claramunt formaba parte del condado de Barcelona durante el siglo X, tal y como demuestra un documento de 24 de julio de 990 que hace referencia a la iglesia de Santa María de Claramunt.
La noticia más antigua que se conserva del castillo se encuentra en una bula otorgada el 25 de febrero del 978 por el papa Benedicto VII al obispo de Osona. Entre las propiedades citadas se encuentran los «castra» de Montbui y de Tous, que limitaban con los términos de Jorba, Claramunt, Orpí, Miralles y La Roqueta.
El castillo de la Pobla Claramunt no está documentado como tal hasta el año 986, cuando el rey Lotario I confirma al monasterio de Sant Cugat del Vallés todos sus bienes, entre ellos la iglesia de Santa María anexa al castillo de la Pobla de Claramunt, su inmunidad y la libre elección de abad.
Desde el siglo X hasta el XIV el castillo perteneció a la familia de los caballeros de Claramunt. En el siglo XI Deodato de Claramunt, hijo de  Bernardo I de Claramunt, se casó con Ermesenda de Cardona, hija del primer vizconde de Cardona Ramon Folc I de Cardona, pero murió en 1090 dando a luz a su primer hijo Bernat Amat II de Claramunt, que sería el segundo vizconde de Cardona. Aun así el posterior matrimonio de Deodato, y la cesión a su mujer de los castillos de Claramunt, Espadas y Esparreguera impidieron la integración del término al Vizcondado. El año 1306 Berenguer de Claramunt vendió la jurisdicción a los vizcondes de Cardona, entonces Ramon Folc V. Fue entonces cuando los caballeros de la Casa de Claramunt, se trasladaron definitivamente y hasta nuestros días a su castillo de Torre de Claramunt.
El primitivo núcleo de población de la Pobla de Claramunt quedó destruido por completo por unas inundaciones ocurridas en 1344. Se otorgó nueva carta de población que dio origen a la actual localidad.
El castillo de la Pobla de Claramunt fue derruido en 1463 por orden de la Generalidad de Cataluña que veía en la fortaleza una amenaza, ya que los condes de Cardona se posicionaron en favor de Juan II durante la guerra civil catalana. El castillo fue reconstruido en 1484 por orden de Joan Ramon Folc, cuarto conde de Cardona.Más tarde quedó en manos de los duques de Medinaceli.
En el castillo de la Pobla de Claramunt estuvo situado el tribunal de justicia de la baronía de la Conca de Òdena. Entre 1575 y 1628 se ahorcaron 18 personas, 13 condenas a galeras, 2 exilios, 10 azotes y varias penas de prisión.
Las disposiciones abolicionistas de las Cortes de Cádiz y las leyes de desamortización, con que se abolieron los señoríos jurisdiccionales, fueron recurridas judicialmente por los duques de Medinaceli, que desde 1697 se habían emparentado con los duques de Cardona, que siguieron cobrando tributos hasta 1898, 30 años después del fin de los señoríos.
En septiembre de 1714, durante la guerra de sucesión española, las tropas de Felipe V ocuparon el castillo. La población sufrió diversos saqueos durante la Guerra de la Independencia española.